# Masao Baba
Masao Baba (Prefettura di Kumamoto, 7 gennaio 1892 – Rabaul, 7 agosto 1947) è stato un generale giapponese, comandante delle forze terrestri giapponesi durante la Campagna del Borneo nelle ultime fasi della Seconda guerra mondiale.

## Biografia
Baba nacque nella Prefettura di Kumamoto, figlio del tenente Baba Masayuki un ufficiale di carriera dell'Esercito imperiale giapponese. Frequentò scuole di preparazione militare sin dall'infanzia, iniziando con la scuola di cadetti di Hiroshima, il cui curriculum era basato sul modello prussiano. Si laureò nella 24ª classe dell'Accademia dell'Esercito imperiale giapponese nel dicembre 1912, specializzandosi in cavalleria. Con il grado di Secondo tenente, fu assegnato al 5º Reggimento di cavalleria dell'Esercito imperiale giapponese.
Baba in seguito studiò come parte della 33ª classe nell'Accademia della guerra dell'Esercito imperiale giapponese, graduandosi nel novembre 1921. Passò la maggior parte della sua carriera nella cavalleria. Nel periodo 1933-1935 fu assegnato all'ispettorato della cavalleria, nel quale servì come istruttore in una scuola di cavalleria. Nel 1935, fu promosso al grado di Colonnello e gli fu affidato il comando del 2º reggimento di cavalleria, comando che tenne dal 1935 al 1938.
Nel luglio del 1938, fu promosso al grado di Maggior generale e servì come comandante della 3ª brigata di cavalleria fino al 1939. Dal 1939 al 1940, servì come ufficiale dello stato maggiore nell'ispettorato della cavalleria. In seguito divenne comandante in capo delle operazioni di cavalleria carica che tenne dal 2 dicembre 1940 al 1º ottobre 1941. Durante la Seconda guerra sino-giapponese, fu assegnato all'area della Mongolia Interna per sviluppare le operazioni di cavalleria. Nell'agosto 1941 venne promosso a Tenente generale.
Con l'inizio della Seconda guerra mondiale, gli venne assegnato il comando della 53ª divisione, carica che tenne fino al 25 settembre 1943 quando venne nominato comandante della 4ª divisione stazionata a Sumatra. In seguito divenne comandante in capo della 37ª Armata stazionata nel Borneo.
Mente era nel Borneo organizzò le operazioni di contro-guerriglia nell'interno dell'isola. Dal 26 settembre 1944 al 10 settembre 1945 fu governatore di Sabah. La riconquista alleata del Borneo ebbe inizio il 1º maggio 1945 con lo sbarco dell'Esercito australiano a Tarakan e con altri sbarchi nel Brunei e nell'isola di Labuan il 10 giugno. Le forze giapponesi si arresero il 9 settembre, con il generale Baba che rese la sua spada al maggior generale George Wootten della 9ª divisione australiana a Labuan il 10 settembre. Baba venne congedato dall'Esercito imperiale giapponese nell'aprile 1946.
Baba venne arrestato nel gennaio 1947 per il sospetto del suo coinvolgimento in diversi crimini di guerra e venne portato a Rabaul per essere processato. Fu incriminato per la sua responsabilità di comando nella marcia della morte di Sandakan, durante la quale 2200 prigionieri di guerra australiani persero la vita.  Le evidenze di tale crimine furono presentate al processo nel quale si affermava che Baba era a conoscenza delle povere condizioni dei prigionieri, ma nonostante questo diede ordini per una seconda marcia. Il processo ebbe inizio il 28 maggio 1947 e si concluse otto giorni dopo, il 5 giugno 1947, con una sentenza di morte. Baba venne giustiziato per impiccagione il 7 agosto 1947.